# Hookeria rubella
Hookeria rubella là một loài Rêu trong họ Hookeriaceae. Loài này được (Besch.) Schimp. mô tả khoa học đầu tiên năm 1896.